# Petřín
Petřín (în germană Laurizenberg) este un deal în centrul orașului Praga, Cehia. Având o altitudine de 327 m, el se ridică la aproximativ 130 m deasupra malului râului Vltava. Dealul este acoperit aproape în întregime cu parcuri și constituie unul din locurile de agrement pentru locuitorii orașului. 
Printre locurile interesante de pe Petřín se menționează:
- Turnul Petřín - un turn de observație construit în 1891, asemănător cu Turnul Eiffel
- Zidul foametei
- Mănăstirea Strahov
- Funicularul Petřín
- Observatorul Štefánik
- Rozariul
- Biserica Sf. Laurențiu
- Biserica Sf. Mihail Arhanghelul - biserică de lemn ruteană adusă la Praga în 1929[1].